# Lamborghini 400 GT
Lamborghini 400 GT – sportowy 4-osobowy coupé firmy Lamborghini, następca modelu 350 GT. Pierwszy raz został zaprezentowany w marcu 1966 roku w Genewie.
W 1966 firma Lamborghini zaprezentowała Miurę P400. Miało to miejsce na marcowym Geneva Motor Show. Miura miała doskonały silnik o pojemności 3,9 l, więc firma Lamborghini zastosowała ciekawy chwyt marketingowy. Silnik i skrzynię biegów z Miury zamontowano w 350 GT, tworząc w ten sposób 400 GT. Został on zaprezentowany równolegle z Miurą. Jego rama, nadwozie i wnętrze pochodzą prosto od 350 GT. Sprzedano 20 samochodów ze stalowym nadwoziem, a ostatnie 3 sztuki posiadały całkowicie aluminiowe nadwozia Superleggera. Oferowały znacznie lepsze możliwości, jednak były niemal dwukrotnie droższe od stalowego 400 GT. Wnętrze jak na owe czasy było niezwykle wytworne. Klient miał do wyboru kilka kolorów skóry. Ze szlachetnego drewna wykonano kierownicę i gałkę dźwigni zmiany biegów. Zamontowano wiele elementów chromowanych np. klamki. Silnik V12 o pojemności 3939 cm³, oferował kierowcy duży moment obrotowy nawet przy niskich obrotach oraz moc 239 kW (324 KM).

## Dane techniczne

### Silnik
- V12 3,9 l (3929 cm³), 2 zawory na cylinder, DOHC
- Układ zasilania: sześć gaźników Weber
- Średnica cylindra × skok tłoka: 82,00 mm × 62,00 mm
- Stopień sprężania: 10,2:1
- Moc maksymalna: 324 KM (239 kW) przy 6500 obr./min
- Maksymalny moment obrotowy: 355 N•m przy 4700 obr./min

### Osiągi
- Przyspieszenie 0-80 km/h: 4,8 s
- Przyspieszenie 0-100 km/h: 6,6 s
- Przyspieszenie 0-160 km/h: 16,0 s
- Czas przejazdu pierwszych 400 m: 15,0 s
- Czas przejazdu pierwszego kilometra: 25,9 s
- Prędkość maksymalna: 249 km/h